# Фріц Тегтмаєр
Фріц Тегтмаєр (нім. Fritz Tegtmeier; 30 липня 1917, Мінден-Люббекке — 8 квітня 1999, Грефен) — німецький льотчик-ас винищувальної авіації, оберлейтенант люфтваффе. Кавалер Лицарського хреста Залізного хреста.

## Біографія
Після закінчення льотної школи в 1941 році зарахований в 2-у ескадрилью 54-ї винищувальної ескадри. Учасник Німецько-радянської війни. Наприкінці 1941 року здобув свою першу перемогу. Після 100-ї перемоги призначений командиром 3-ї ескадрильї своєї ескадри. На початку 1945 року переведений на 7-му винищувальну ескадру, де літав на Ме.262.
Всього за час бойових дій здійснив 700 бойових вильотів, збив 146 радянських літаків і потопив 2 моторні торпедні човни.

## Нагороди
- Нагрудний знак пілота
- Залізний хрест 2-го і 1-го класу
- Почесний Кубок Люфтваффе (5 жовтня 1942)
- Німецький хрест в золоті (23 січня 1943)
- Лицарський хрест Залізного хреста (28 березня 1944) — за 99 перемог.
- Авіаційна планка винищувача в золоті з підвіскою